# La Ferrière-au-Doyen
La Ferrière-au-Doyen település Franciaországban, Orne megyében. Lakosainak száma 156 fő (2022. január 1.). La Ferrière-au-Doyen Auguaise, Bonnefoi, Bonsmoulins, Mahéru, Le Ménil-Bérard, Moulins-la-Marche, Saint-Aquilin-de-Corbion, Sainte-Gauburge-Sainte-Colombe és Les Aspres községekkel határos.

## Népesség
A település népességének változása:
| Lakosok száma | 182  | 176  | 169  | 164  | 160  | 155  | 156  | 156  |
|               | 2013 | 2015 | 2017 | 2018 | 2019 | 2020 | 2021 | 2022 |